# Sterligov
Sterligov je priimek več oseb:
- Boris Vasiljevič Sterligov, sovjetski general
- German Sterligov, ruski oligarh